# Cantone di Le Bourget
Il Cantone di Le Bourget era una divisione amministrativa dell'arrondissement di Bobigny.
È stato soppresso a seguito della riforma complessiva dei cantoni del 2014, che è entrata in vigore con le elezioni dipartimentali del 2015.
Comprendeva la parte settentrionale del comune di Drancy e i comuni di:
- Le Bourget
- Dugny